# 碧風歌
碧 風歌（あおい ふうか、1993年12月29日 - ）は、日本のタレント、元グラビアアイドル。熊本県出身。ヴィクトリーロード所属。

## 経歴・人物
東京音楽大学指揮科卒業。
趣味はアニメ、映画鑑賞。
2018年12月8日の自身のブログで、芸能活動は継続するものの、翌2019年春を以ってグラビアアイドルからは引退することを表明した。

## 出演

### テレビ
- TX ドラマ「マジすか学園2」（2011年）レギュラー
- 「Google Chrome」CM（2011年）
- CX ドラマ「ハングリー!」（2012年）高校生 役
- スカパー!Ch.542「グラ☆スタ!映画制作部#04」（2013年）出演
- スカパー!Ch.542「グラ☆スタ!映画制作部それでも犬は嫌い」（2014年）中野優香 役
- TOKYO MX「つんつべ♂爆音!」（2014年）
- EX「お願い!ランキング」（2014年）出演
- 土曜の夜は尻上がり!「ピーチゃんねる」（2016年7月 - 2017年8月、AbemaTV） - シリタガールズ1期生

### ラジオ
- 川崎FM「カフェインボンバー」（2016年）

### 舞台
- 下北発女の子演劇集団　Angeiil「なchuっ-」（2012年、ウッディシアター中目黒）
- 「TURNING POINT」（2013年7月、新宿サンモールスタジオ）

## 作品

### DVD
- ハニコレ（2012年9月20日、ウィーディー）
- song for you（2015年5月29日、BNS）
- ふんわりふうか（2015年8月28日、オルスタックピクチャーズ）
- 教えてあ・げ・る（2016年1月29日、グラッソ）
- 君のことが好きなんだ（2016年4月20日、タスクビジュアル）
- 碧風歌 碧のた・く・と♪（2017年1月27日、グラッソ）
- 2人で渋谷deLOVEモダリティ。（2017年6月10日、IMPACT）[2]
- 夏ドルBIKINI 碧風歌（2017年8月10日、IMPACT）
- Con moto～コン・モート～ 碧風歌（2019年6月28日、N-WEED）